# Eduard Bartling

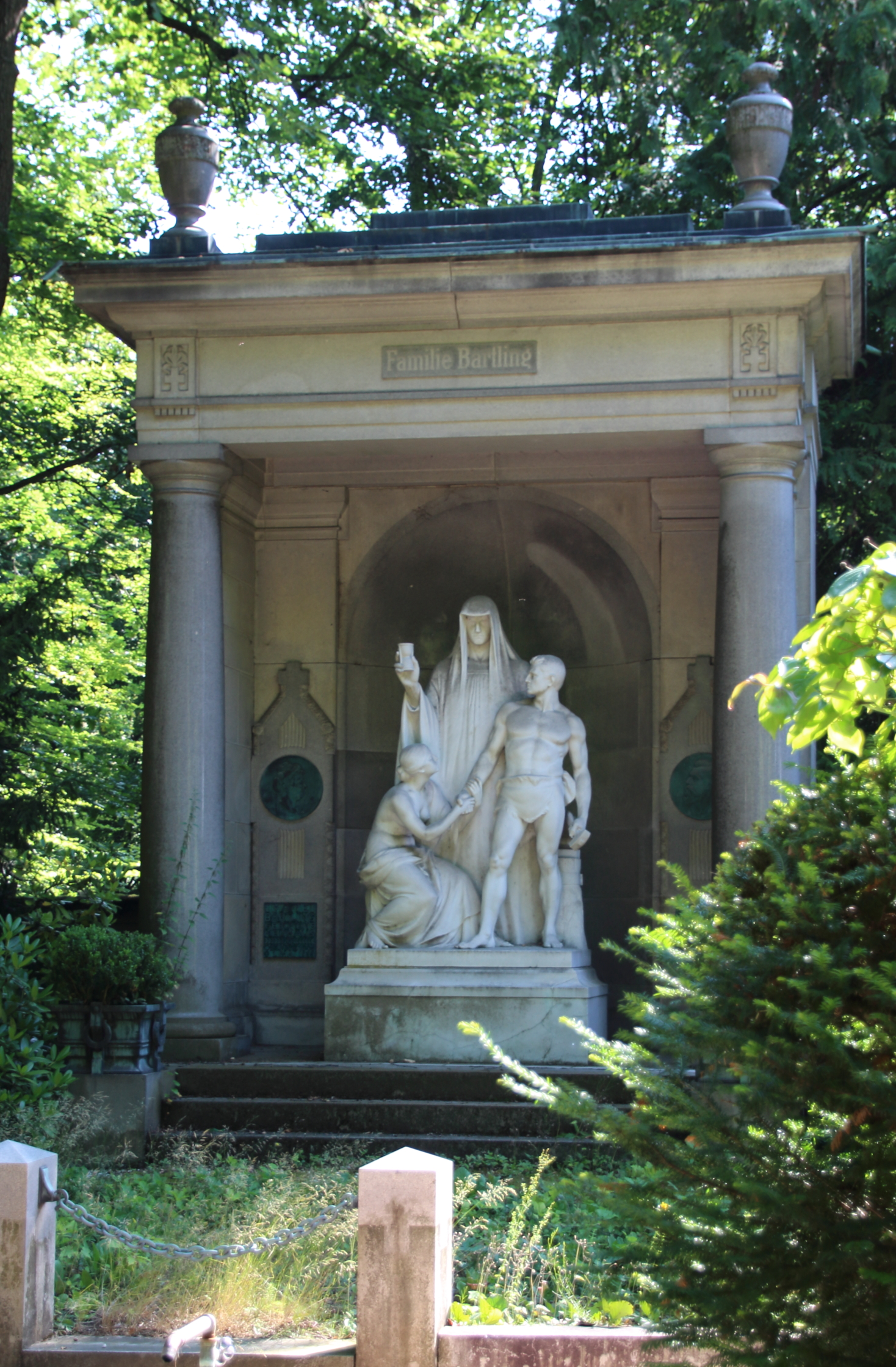
Grabmal Eduard Bartlings auf dem Nordfriedhof Wiesbaden

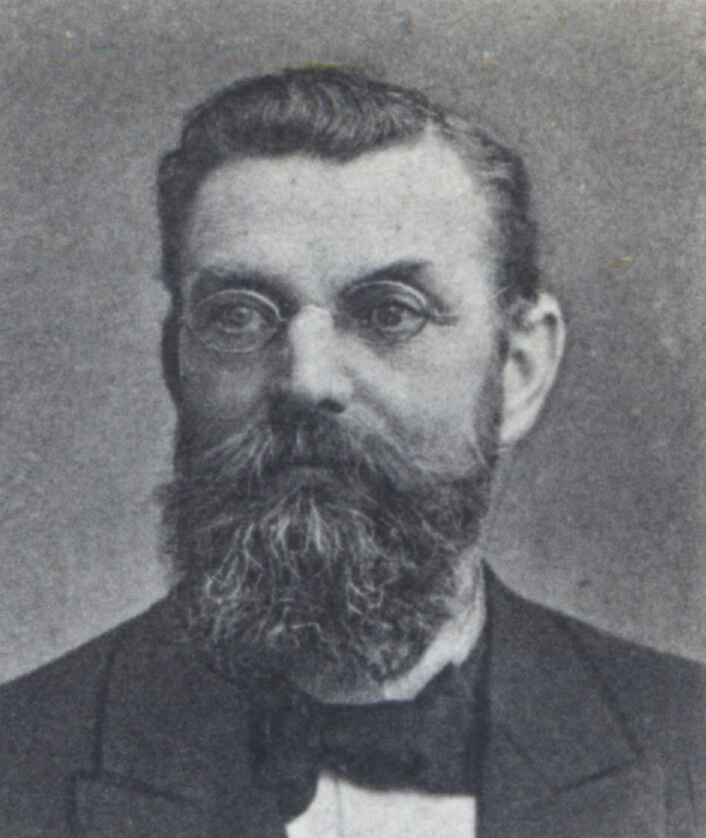
Eduard Bartling als Reichstagsabgeordneter 1912

Eduard Arnold Bartling (* 19. Juni 1845 in Lenhausen; † 3. August 1927 in Wiesbaden) war ein deutscher Unternehmer und Politiker.
Bartling besuchte nach der Mittelschule und der höheren Bürgerschule eine Baugewerkschule und eine polytechnische Schule. Er war in Maschinenfabriken, im Tiefbau tätig. Als Unternehmer und Ingenieur war er mit Bahn-, Kanal- und Hafenbauten und im Festungsbau beschäftigt. Er erfand große Bagger für den Abbau von Braunkohle. Bartling war Besitzer von Bergwerken, einer Kalkgrube bei Limburg, einer Maschinenreparaturwerkstatt, einer Holzstoff- und Papierfabrik sowie von Dampfziegeleien. Nebenher betätigte er sich in Berlin als Zeitungsverleger.
In den 1890er Jahren zog Bartling nach Wiesbaden und erbaute eine repräsentative Villa. Dort gab er auch den „Wiesbadener Generalanzeiger“ heraus.
Politisch gehörte Bartling der nationalliberalen Partei an und unterstützte die Politik von Otto von Bismarck. Er war Vorsitzender des Wiesbadener Komitees zur Errichtung eines Bismarckturmes auf der Bierstadter Höhe. In Wiesbaden war er von 1891 bis 1900 unbezahlter Stadtrat. Dem Reichstag gehörte er seit 1903 an. Seit 1904 gehörte er bis 1918 auch dem Preußischen Abgeordnetenhaus an, in dem er den Wahlkreis Wiesbaden 9 (Wiesbaden - Untertaunuskreis vertrat. Bei der Reichstagswahl von 1907 unterlag Bartling gegen den vom Zentrum unterstützten sozialdemokratischen Kandidaten Gustav Lehmann. Nach der Reichstagswahl von 1912 zog Bartling erneut in den Reichstag ein. Mit Unterstützung der Fortschrittlichen Volkspartei besiegte er in der Stichwahl den Sozialdemokraten Gustav Lehmann.
Für seine Verdienste wurde er zum Geheimen Kommerzienrat ernannt. Bereits zu Lebzeiten ließ sich Bartling ein monumentales Grabmal auf dem Nordfriedhof in Wiesbaden errichten.